# Arlesey Town F.C.

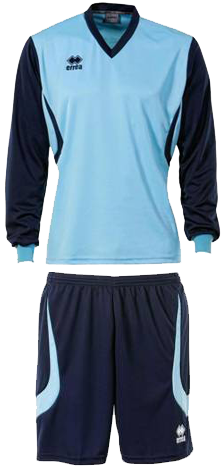

Arlesey Town Football Club là một câu lạc bộ bóng đá Anh tọa lạc ở Arlesey, Bedfordshire. Hiện tại họ đang thi đấu ở Southern Football League Premier Division.
CLB là hội viên của Bedfordshire County Football Association.

## Lịch sử
CLB được thành lập năm 1891. Trong mùa giải 1982–83 CLB chuyển đến United Counties Football League, vô địch Premier Division ở mùa giải 1984–85. Chi phí leo thang khiến Arlesey phải rút lui khỏi United Counties Football League, trở lại South Midlands League ở mùa giải 1991–92. Mùa giải 1994–95 chứng kiến CLB vô địch với số điểm kỷ lục 107 điểm, và còn tuyệt hơn khi đánh bại Oxford City trong trận chung kết FA Vase ở Wembley. Chức vô địch South Midlands League thứ năm của The Blues diễn ra ở mùa giải 1999–2000, và Arlesey được thăng hạng (nhờ việc vượt qua cuộc thanh tra sân bãi) lên chơi ở Isthmian League Division Three. Mùa giải đầu tiên trong hạng đấu mới thật sự là một thành công khi CLB chỉ thua 2 trận trong cuộc đua đến chức vô địch mùa giải 2000–01, ghi số bàn thắng kỷ lục ở Isthmian League là 138 bàn và kỉ lục hiệu số bàn thắng bại lớn hơn 100. Ở mùa giải 2006–07, Arlesey Town chuyển qua hạng đấu đang được hồi phục Isthmian League Division One North.
Màn trình diễn tốt nhất của đội bóng tại FA Cup là vòng 1 ở mùa giải 2011–12, sau khi đánh bại CLB của Conference National là Forest Green Rovers với tỷ số 2–1. Ở mùa giải 2012–13 họ tiếp tục lặp lại kì tích, với trận đấu với nhà vô địch FA Cup năm 1987 Coventry City của League One ở Ricoh Arena, cho dù họ thất bại 3-0. Kì tích trước đó là trận đấu trên sân khách với Salisbury City ở vòng 1 mùa trước.
Mùa giải 2012/13 kết thúc khi Arlesey kết thúc chung cuộc với vị trí cao nhất họ đạt được, 1 điểm cách nhóm đấu play-off. Chris Dillon có một mùa giải tuyệt vời khi đạt danh hiệu Cầu thủ của Năm từ cả cổ động viên và cầu thủ. Sự thành công ở Cup và Giải đấu cùng với sự nâng cấp sân vận động mới không đủ để làm tăng số lượng khán giả đến cổ vũ cho đội nhà; Arlesey là một trong những đội bóng có số lượng khán giả cổ vũ thấp nhất của hạng đấu. Ngày 30 tháng 4 năm 2013, Gary King rút khỏi vị trí Chủ tịch Bóng đá của CLB.
Sau sự ra đi của HLV Zema Abbey, Arlesey bổ nhiệm cựu hậu vệ của Fulham, Rufus Brevett là người thay thế. Brevett tiếp quản cả chức HLV cùng với Chủ tịch bóng đá của CLB, nhưng đã tách ra vào tháng 12 năm 2014.
Brevett được thay thế bởi Nick Ironton vào ngày 15 tháng 12 năm 2014, một cựu HLV của Arlesey Town đã gặt hái nhiều thành công trong mùa giải đầu tiên gắn bó với đội bóng. Ironton sẽ được hỗ trợ bởi cựu tiền đạo của Reading và Stoke City, Dave Kitson - người trở lại CLB mà anh ta đã thi đấu trong mùa giải 2000-01.

## Các mùa giải
| Năm     | Giải đấu                                       | Cấp độ | Số trận đã đấu | W  | D  | L  | GF  | GA | GD  | Điểm | Vị thứ          | Cầu thủ ghi bàn nhiều nhất  | Cầu thủ ghi bàn nhiều nhất | FA Cup | FA Cup | FA Trophy | FA Trophy | Số khản giả trung bình đến xem |
| Năm     | Giải đấu                                       | Cấp độ | Số trận đã đấu | W  | D  | L  | GF  | GA | GD  | Điểm | Vị thứ          | Tên                         | Số bàn thắng               | Res    | Rec    | Res       | Rec       | Số khản giả trung bình đến xem |
| ------- | ---------------------------------------------- | ------ | -------------- | -- | -- | -- | --- | -- | --- | ---- | --------------- | --------------------------- | -------------------------- | ------ | ------ | --------- | --------- | ------------------------------ |
| 2009–10 | Southern Football League Division One Midlands | 8      | 42             | 17 | 10 | 15 | 58  | 48 | 10  | 61   | 9/22            |                             |                            | QR1    | 1-0-1  | R1        | 4-2-1     |                                |
| 2010–11 | Southern Football League Division One Central  | 8      | 42             | 30 | 7  | 5  | 108 | 34 | 74  | 88*  | 1/22 Thăng hạng |                             |                            | QR1    | 1-1-1  | QR2       | 2-2-1     |                                |
| 2011–12 | Southern Football League Premier Division      | 7      | 42             | 12 | 11 | 19 | 43  | 60 | -17 | 47   | 18/22           | Chris Dillon                | 12                         | QR1    | 0-0-1  | QR2       | 1-0-1     | 170                            |
| 2012–13 | Southern Football League Premier Division      | 7      | 42             | 21 | 6  | 15 | 70  | 51 | +19 | 69   | 6/22            | Drew Roberts                | 26                         | R1     | 4-0-1  | QR2       | 1-1-1     | 178                            |
| 2013–14 | Southern Football League Premier Division      | 7      | 44             | 15 | 10 | 19 | 68  | 79 | -11 | 55   | 15/23           | Jonny McNamara Barry Hayles | 10                         | QR3    | 2-1-1  | R1        | 3-0-1     | 173                            |

## Sân vận động
Arlesey Town thi đấu sân nhà ở Armadillo Stadium.

## Các danh hiệu
- Southern League Cup: Vô địch 2012-13
- Southern League Division One Central: Vô địch 2010–11
- FA Vase: Vô địch ở Wembley, đánh bại Oxford City 2–1 1994–95
- Isthmian League Division Three: Vô địch 2000–01
- United Counties Football League Premier Division: Vô địch 1984–85
- South Midlands Football League: Vô địch 1951–52, 1952–53, 1994–95, 1995–96, 1999–2000
- South Midlands Football League Division Two: Vô địch 1929–30, 1931–32, 1935–36
- United Counties Football League Premier Division Cup: Vô địch 1987–88
- South Midlands Football League Challenge Trophy: Vô địch 1979–80
- South Midlands Football League Premier Shield: Vô địch 1964–65
- South Midlands Football League Premier Division Cup: Vô địch 1993–94
- South Midlands Football League Floodlight Cup: Vô địch 1990–91
- Bedfordshire Senior Cup: Vô địch 1965–66, 1978–79, 1996–97 2003–2004 2009–2010
- Bedfordshire Premier Cup: Vô địch 1983–84, 2001–02
- Bedfordshire Intermediate Cup: Vô địch 1957–58
- Hinchingbrooke Cup: Vô địch 1977–78, 1979–80, 1981–82, 1996–97
- Biggleswade Knockout Cup: Vô địch 1977–78, 1980–81